# مايكروسوفت سكيورتي إسنشالز
مايكروسوفت سكيورتي إسنشالز (بالإنجليزية: Microsoft Security Essentials)‏ هو برنامج مكافحة الفيروسات، وهو مجاني مقدم من شركة مايكروسوفت. يوفر الحماية ضد أنواع مختلفة من البرامج الضارة مثل فيروسات الكمبيوتر وبرامج التجسس وأحصنة طروادة والبرمجيات الجذرية لنظام التشغيل يعمل على إكس بي وويندوز فيستا، وويندوز 7.

## وصلات خارجية
- الموقع الرسمي للبرنامج